# Ања Цревар
Ања Цревар (Панчево, 24. мај 2000) српска је пливачица чија специјалност је пливање у дисциплинама 200 и 400 метара слободним и мешовитим стилом. Чланица је пливачког клуба Динамо из Панчева.

## Каријера
Највећи успех на почетку каријере остварила је на Европским играма 2015. у Бакуу где је у дисциплини 400 метара мешовито освојила бронзану медаљу уз нови национални рекорд у сениорској конкуренцији.
На Светском првенству за јуниоре које је 2015. одржано у Сингапуру у дисциплини 400 мешовито испливала је нови национални рекорд Србије (4:43.36), те остварила А норму за учешће на Летњим олимпијским играма 2016. у Рио де Жанеиру.
На Европском јуниорском првенству победила је у дисциплини 400м мешовито, оборивши национални рекорд за скоро две секунде (4:41.54). Свега неколико дана након тога стигла је до нове медаље - бронзане, у дисциплини 200м мешовито временом 2:14.41, што је уједно и нови рекорд Србије у тој дисциплини.
На сениорским светским првенствима Ања је дебитовала у Казању 2015. где се такмичила у обе трке мешовитим стилом. На 200 мешовито била је укупно 35. у квалификацијама са временом од 2:21,51 минута, док је на дупло дужој деоници пливала 4:50,04 што је било довољно за 26. место. На светском првенству у Будимпешти 2017. такмичила се у трци на 400 метара мешовито. У квалификацијама Ања је испливала време од 4:48,53 минуте што је било довољно за 22. место и није се пласирала у финале.
Освојила је сребрну медаљу на 400 метара мешовитим стилом на Европском првенству у малим базенима које се одржало у руском Казању 2021. године.